# Mariápolis Lía

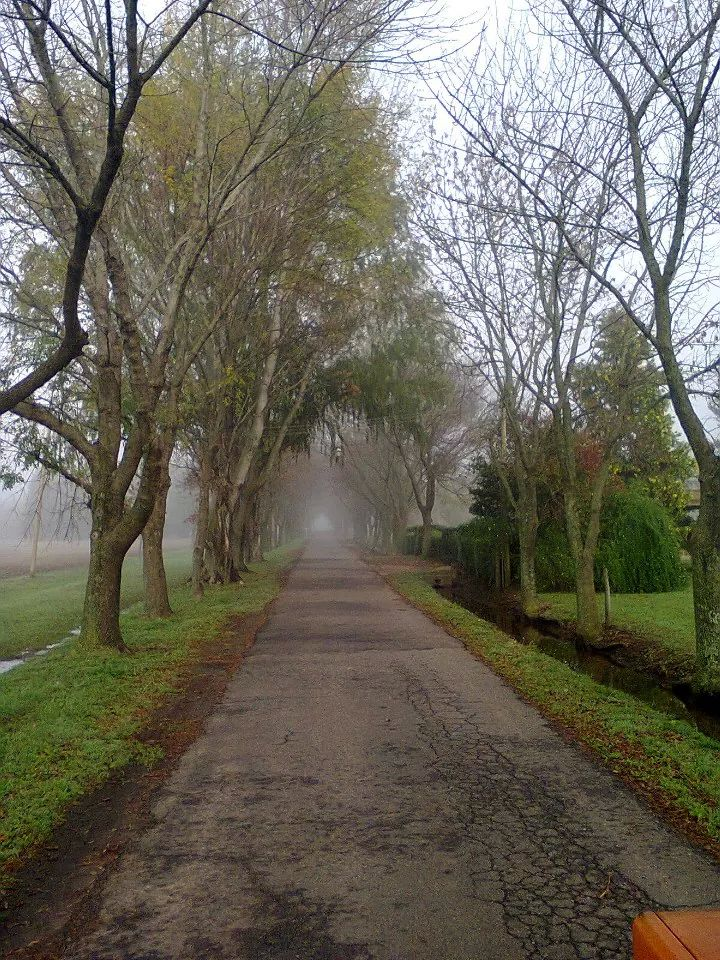
Camino hacia la tranquera de Campo Verde, Mariapolis Lía

Mariápolis Lía es una ciudadela del Movimiento de los Focolares, ubicada en el partido de Junín en el norte de la provincia de Buenos Aires, Argentina. Se llama "Lía", en homenaje a Lía Brunet, una de las fundadoras del movimiento y primera focolarina en Argentina.

## Historia
El Movimiento de los Focolares, hace parte de la Iglesia Católica y fue iniciado el 7 de diciembre de 1943,  en Trento, Italia, por Chiara Lubich. Hoy está presente en más de 180 países, en algunos de ellos a través de ciudadelas llamadas "Mariápolis" (ciudad de María). Posee más de 10 000 miembros y más de 2 millones de adherentes en todo el mundo. 
La ciudadela fue fundada en 1968 a partir de la donación de 50 ha por parte de los Padres Capuchinos. En un principio se llamó "Mariápolis Andrea", en honor a Andrea Ferrari, un joven focolarino que había fallecido en un accidente de tránsito.
Se puede apreciar esta hermosa villa

## Ubicación
Se encuentra en el extremo oriental del partido de Junín, 3 km al norte de la localidad de O'Higgins y 21 km al este de la ciudad de Junín, Argentina.

## Habitantes
Posee más de 200 habitantes provenientes de diferentes países de Latinoamérica, América del Norte, Europa, Oceanía y Asia, con distintos credos o sin referencia religiosa. Ya ha recibido más de un millón de visitantes y por su escuela han pasado más de 4.000 jóvenes.

## Economía

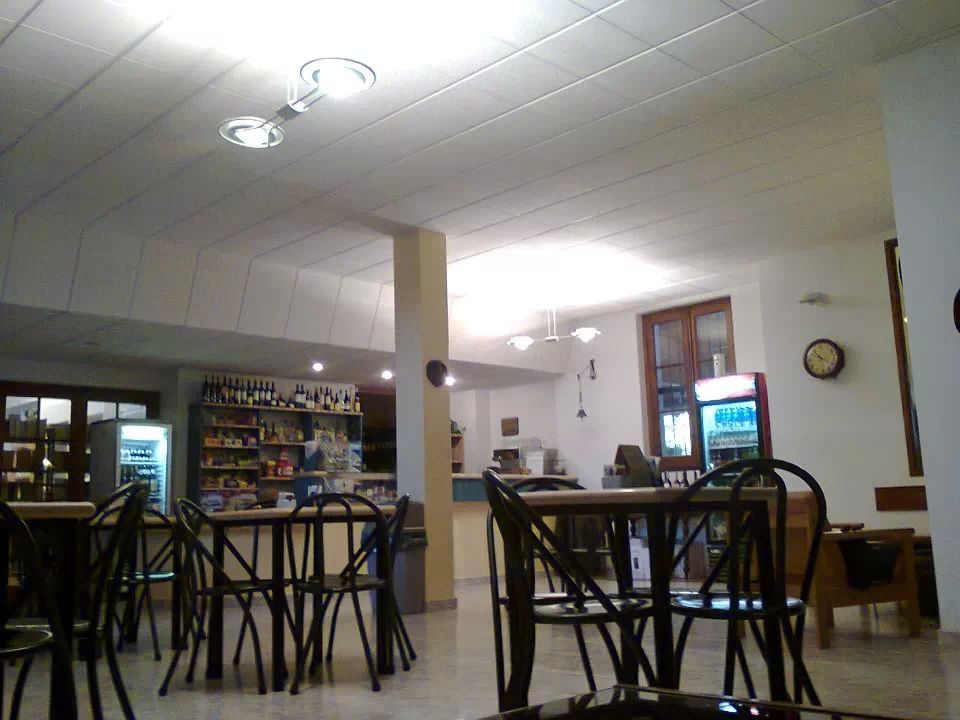
Bar de Casa Betania

La ciudadela se sostiene con el trabajo de sus habitantes, en la denominada "economía de comunión", donde cada uno pone su profesionalidad y capacidad personal a disposición de la comunidad. Se producen muebles artesanales, pret a porter, artesanías en tela y madera, gráfica, íconos y mermeladas, almíbares, helados y bombones artesanales. 